# Patagosmilus
Patagosmilus – rodzaj torbacza z rodziny Thylacosmilidae żyjącego w środkowym miocenie na terenach Ameryki Południowej. Podobnie jak pozostali przedstawiciele tej rodziny, Thylacosmilus atrox i Anachlysictis gracilis, cechował się olbrzymimi kłami w szczęce, które upodabniały go do kotów szablozębnych. Ogólna morfologia Patagosmilus sugeruje, że był on anatomicznie mniej wyspecjalizowany niż Thylacosmilus, morfologia zębów sugeruje jednak, że prawdopodobnie był bliżej spokrewniony z nim, niż z Anachlysictis. Gatunkiem typowym rodzaju Patagosmilus jest P. goini, opisany w 2010 roku przez Forasiepi i Carliniego w oparciu o szczątki jednego osobnika odkryte w datowanych na środkowy miocen osadach na zachodnim brzegu Río Chico w prowincji Río Negro w argentyńskiej Patagonii. Jest to pierwszy przedstawiciel Thylacosmilidae, którego pozostałości odnaleziono w Patagonii.